# Кетлич (герб)
Кетлич (пол. Kietlicz, Kiczka, Kyczka, Kitschka) — польский дворянский герб.

## Описание
Бывает двух видов:
1. составляется из трех гордиевых узлов, сделанных из золотой цепи и положенных наподобие буквы Y;
2. щит разделен косою линиею, наклоненною к левому нижнему углу, на две части, из которых нижняя меньше верхней. Нижняя половина рассечена косыми линиями на четыре поля, из которых первое чёрное, второе жёлтое, третье красное и четвёртое белое. А в верхней большей части виден до половины выходящий буйвол, обращенный влево. Нашлемник состоит из павлиньих перьев, у которых с обеих сторон по красной розе[1].

## Герб используют
Brem, Cygan, Kietlewicz, Kietlicz, Kiszka, Owelt, Owilski, Pawłowski, Pilli, Pluzeński, Preteszewski, Preteszowski, Przedwolszowski, Puli, Rajski, Rayski, Skedziński, Skidziński, Skiedeński, Skierkowski, Skirkowski, Stresz, Strzesz, Studeński, Szkidziński, Zegrzda, Zegzdra, Zelwerowicz, Zigan, Żegota